# سهى زكي
سهى زكي، روائية وأديبة مصرية تعمل بالمجال الصحفي بمجلة حريتي التابعة لمؤسسة دار التحرير «الجمهورية» تخصصت في الثقافة والاثار، صدر لها ثلاث روايات و3 مجموعات قصصية، بالإضافة إلى مشاركتها في كتب ابداعية مع كتاب اخرين، حصلت على العديد من الجوائز والتكريمات. سهى تستقى حواديتها من الواقع والخيال معا وتنحى منحى صوفي في كتاباتها وتأملاتها.

## السيرة الذاتية
شعارها في الحياة تلخصه هذه المقولة «ستظل تلهث وتلهث ولكن لو تتريث لجاءت لك الأشياء تلهث» ايمانا منها أن العمل بصبر جميل والسعي لتحقيق الحلم بهدوء هو ما يحقق الأحلام. تعتبر زكي ان السلحفاة هي ايقونتها السحرية حيث سار قدرها معها بخطوات السلحفاة فكل ما تمنته يتحقق ولكن بخطى السلحفاة وفقا لزكي الصبر الجميل والهدوء والصمت هما ما يشكلان شخصيتها فالتمهل في كل شيء يعطيها فرصة التمتع بكل مرحلة إيجابية في حياتها تصعدها. أما الصمت فقد افادها كثيرا في تأليف الحواديت. كتابها «الساحرة الشريرة» ترسم فيه بورتريهات مكتوبة عن شخصيات فنية وأدبية وأصدقائها تصحب هذه البروتريهات رؤى أو تأملات أو تمنياتها لهم في السنين القادمة، ينبع هذا التمني من رؤيتها لهم وحبها لهم. نالت زكي جائزة المسابقة المركزية للهيئة العامة لقصور الثقافة عام 2002- 2003، بالإضافة إلى فوزها في مسابقة قصص العشق التي أقامتها وكالة سفنكس الأدبية ونشرت كتاباتها في العديد من الصحف والمجلات والدوريات العربية، منها: أخبار الأدب، المساء الأدبي، الثقافة الجديدة، أدب ونقد، الجمهورية، الأهرام المسائي، المحيط الثقافي، جريدة القاهرة.

## الأعمال
- بوح الأرصفة: مجموعة قصصية مشتركة بالتعاون مع الكاتب الراحل محمد حسين بكروالأديب الشاب محمد رفيع، القاهرة 2004م

- كان عندي طير: مجموعة قصصية، عن دار العلوم للنشر والتوزيع، القاهرة 2008م

- جروح الأصابع الطويلة: رواية، الدار للنشر والتوزيع، القاهرة 2009م
- الساحرة الشريرة، مؤسسة شمس للنشر والإعلام، القاهرة 2009م

- فاطمة.. كفر الشيخ عابدين: رواية، مؤسسة شمس للنشر والإعلام، القاهرة 2010م
- وجع الأغاني مجموعة قصصية عام 2013 هيئة قصور الثقافة
- سنين ومرت رواية عن دار الدار للنشر والتوزيع عام 2015
- أسياد الوحدة مجموعة قصصية عن دار اضاءات للنشر والتوزيع عام 2021
- سكن الروح رواية عن الهيئة العامة للكتاب عام 2021
- اعادة تدوير الشجن عن دار المحرر للنشر والتوزيع 2022[3]

## الجوائز
- حاصلة على جائزة المسابقة المركزية للهيئة العامة لقصور الثقافة عام 2002-2003

- حاصلة على جائزة في مسابقة العشق التي أعلنتها وكالة سفنكس الأدبية حيث كانت الجائزة هي ترجمة لأعمال الفائزة للغتين السلوفاكية والإنجليزية وطباعة الكتاب الذي ضم الاثنا عشر قصة الفائزة.[4]